# Tần Tuấn Kiệt
Tần Tuấn Kiệt (tiếng Trung: 秦俊杰, sinh ngày 1 tháng 9 năm 1991) là một nam diễn viên người Trung Quốc. Khởi đầu sự nghiệp diễn xuất vào năm 2006 trong bộ phim điện ảnh Hoàng Kim Giáp, anh được biết đến nhiều nhất qua các vai chính trong các bộ phim truyền hình Thanh Vân Chí (2016), Long châu truyền kỳ (2017) và Thính Tuyết Lâu (2019).

## Sự nghiệp
Ở tuổi 15, Tần Tuấn Kiệt khởi đầu sự nghiệp diễn xuất trong bộ phim điện ảnh Hoàng Kim Giáp của Trương Nghệ Mưu với vai Vương tử Nguyên Thành. Tiếp đó, anh thủ vai chính trong phim truyền hình chuyển thể do Trung Quốc sản xuất của anime Hoàng tử Tennis và bắt đầu được biết đến nhiều hơn. Sau đó, anh tạm ngừng đóng phim để tập trung cho việc học.
Tần Tuấn Kiệt được chú ý trở lại qua các vai phụ trong các bộ phim truyền hình Tần thời Minh Nguyệt (2015), Thanh Vân Chí (2016) và Đại Đường vinh diệu (2017).
Năm 2017, Tần Tuấn Kiệt bắt đầu ghi hình cho bộ phim Thiên hạ trường an trong vai hoàng đế nhà Đường Lý Thế Dân. Phim đang trong giai đoạn hậu kỳ từ tháng 7 năm 2017.
Năm 2019, Tần Tuấn Kiệt thủ vai nam chính trong bộ phim chính kịch Thợ săn gián điệp và bộ phim lãng mạn Thính Tuyết Lâu.
Năm 2020, Tần Tuấn Kiệt bắt đầu ghi hình cho bộ phim Dao Tương truyền kỳ. Phim được quay xong vào tháng 1 năm 2021.

## Danh sách phim

### Phim điện ảnh
| Năm  | Tên                                   | Tên gốc          | Vai                   | Ghi chú |
| ---- | ------------------------------------- | ---------------- | --------------------- | ------- |
| 2006 | Hoàng Kim Giáp                        | 满城尽带黄金甲   | Nguyên Thành          |         |
| 2008 | Những cơn gió thoáng qua              | 摊开你的地图     | Trịnh Uy Uy           | [ 9 ]   |
| 2008 | Họa bì 2                              | 画皮2            | Hoắc Tâm (niên thiếu) |         |
| 2014 | Hoàng Phi Hồng: Bí ẩn một huyền thoại | 黄飞鸿之英雄有梦 | Lương Khoan           | [ 10 ]  |
| TBA  |                                       | 醉+拍档          | Kiều Đa Đa            | [ 11 ]  |

### Phim truyền hình
| Năm  | Tên                            | Tên gốc          | Vai                | Ghi chú            |
| ---- | ------------------------------ | ---------------- | ------------------ | ------------------ |
| 2008 | Hoàng tử Tennis                | 网球王子         | Long Mã            |                    |
| 2009 | Hoàng tử Tennis 2              | 网球王子2        | Long Mã            | [ 12 ]             |
| 2012 | Gió và nắng                    | 风和日丽         | Doãn Nam Phương    | [ 13 ]             |
| 2013 | Weird Town                     | 异镇             | Long Cửu           | [ 14 ]             |
| 2014 | Cổ kiếm kỳ đàm                 | 古剑奇谭         | Thái tử Trường Cầm | Special appearance |
| 2015 | Tần thời Minh Nguyệt           | 秦时明月         | Hạng Tiểu Vũ       |                    |
| 2016 | Tú lệ giang sơn trường ca hành | 秀丽江山之长歌行 | Đặng Phụng         | Special appearance |
| 2016 | Thanh Vân Chí                  | 青云志           | Tăng Thư Thư       |                    |
| 2016 | Thanh Vân Chí 2                | 青云志2          | Tăng Thư Thư       | [ 16 ]             |
| 2017 | Đại Đường vinh diệu            | 大唐荣耀         | Lý Đàm             |                    |
| 2017 | Long châu truyền kỳ            | 龙珠传奇之无间道 | Khang Hi           | [ 17 ]             |
| 2018 | Bong bóng mùa hè               | 泡沫之夏         | Âu Thần            | [ 18 ]             |
| 2018 | Thần Phong Đao                 | 神风刀           | Thủy Ca            | [ 19 ]             |
| 2019 | Thợ săn gián điệp              | 天衣无缝         | Tư Lịch Bình       |                    |
| 2019 | Thính Tuyết Lâu                | 听雪楼           | Tiêu Ức Tình       |                    |
| 2019 | Trước sau vẹn toàn             | 善始善终         | Phương Hàn         | [ 20 ]             |
| 2021 | Lý tưởng chiếu rọi Trung Quốc  | 理想照耀中国     | Trần Nghị An       | [ 21 ]             |
| 2021 | Bệnh viện Hằng Sơn             | 衡山医院         | Mã Thiên Minh      | [ 22 ]             |
| 2022 | Tháp thông thiên               | 通天塔           | Lục Tiêu           | [ 23 ]             |
| 2022 | Yêu đương đi mùa hè            | 恋爱的夏天       | Hứa Tắc Hào        | [ 24 ]             |
| 2022 | Phi hồ ngoại truyện            | 飞狐外传         | Hồ Phỉ             | [ 25 ]             |
| 2024 | Thiên Hành Kiện                | 天行健           | Môn Tam Đao        | [ 26 ]             |
| TBA  | Thiên hạ trường an             | 天下长安         | Lý Thế Dân         | [ 27 ]             |
| TBA  | Tín ngưỡng                     | 信仰             | Triệu Vân Phi      | [ 28 ]             |
| TBA  | Dao Tương truyền kỳ            | 瑶象传奇         | Lý Thuần           |                    |

## Danh sách đĩa nhạc
| Năm  | Tên       | Tên gốc | Album                     | Ghi chú              |
| ---- | --------- | ------- | ------------------------- | -------------------- |
| 2019 | "Cẩm sắt" | 錦瑟    | Nhạc phim Thính Tuyết Lâu | với Viên Băng Nghiên |

## Giải thưởng và đề cử
| Năm  | Lễ trao giải                               | Hạng mục                 | Đề cử cho       | Kết quả   | Chú thích |
| ---- | ------------------------------------------ | ------------------------ | --------------- | --------- | --------- |
| 2016 | China Original Literature Billboard Awards | Most Promising Actor     | Thanh Vân Chí   | Đoạt giải | [ 29 ]    |
| 2016 | 10th Tencent Video Star Awards             | Most Promising Artist    | —               | Đoạt giải | [ 30 ]    |
| 2016 | Sina Best Taste Award                      | New Artist Award         | —               | Đoạt giải | [ 31 ]    |
| 2017 | iFeng Fashion Choice Award                 | Fashion Popularity Award | —               | Đoạt giải | [ 32 ]    |
| 2019 | OK! The Style Awards                       | Popular Actor            | —               | Đoạt giải | [ 33 ]    |
| 2019 | 6th The Actors of China Award Ceremony     | Best Actor (Web series)  | Thính Tuyết Lâu | Đề cử     | [ 34 ]    |
| 2019 | 11th China TV Drama Awards                 | Most Promising Actor     | —               | Đoạt giải | [ 35 ]    |